# Wola Krzywiecka
Wola Krzywiecka – wieś w Polsce położona w województwie podkarpackim, w powiecie przemyskim, w gminie Krzywcza.
W latach 1975–1998 miejscowość administracyjnie należała do województwa przemyskiego.

## Części wsi
| SIMC    | Nazwa    | Rodzaj    |
| ------- | -------- | --------- |
| 0605329 | Dół      | część wsi |
| 0605335 | Gawron   | część wsi |
| 0605341 | Kamionka | część wsi |
| 0605358 | Kijów    | część wsi |
| 0605364 | Potasz   | część wsi |

## Historia
Miejscowość położona w większej części w pobliżu potoku o nazwie Kamionka. W 1443 roku należała do dóbr krzywieckich stanowiąc własność Jana i Chabra z Krzywczy. W 1486 roku była własnością Rafała z Krzywczy. W XVI w. właścicielami Woli Krzywieckiej byli Orzechowscy, a następnie Krasiccy. Wieś położona w powiecie przemyskim, była własnością Krasickich i Mikołaja Stawskiego, jej posiadaczem był Samuel Strupczowski, została spustoszona w czasie najazdu tatarskiego w 1672 roku.
W XIX w. właścicielem był Joachim Boznański cześnik kruszwicki, a następnie Józef Pawlikowski, Kazimierz hr. Starzeński i Adam hr. Starzeński. W 1880 r. własność Bolesława Jocza. Wtedy w miejscowości znajdowało się ok. 50 domów z 541 mieszkańcami (509 grek., 20 rzym., 12 mojż.). Ostatnimi dziedzicami Woli Krzywieckiej byli Bocheńscy.
W 1507 roku istniała w miejscowości parafia prawosławna, która 1628 r. była w zarządzie dwóch popów, a następnie w 1785 roku greckokatolicka. W 1805 roku istniała tu cerkiew, wystawiona kosztem parafian, na którą materiał dało dominium, pod wezwaniem Zaśnięcia NMP. W 1879 roku wybudowano nową cerkiew wraz z dzwonnicą. Nieużytkowana po 1945 roku popadła w ruinę i została rozebrana. W Muzeum Narodowym Ziemi Przemyskiej znajdują się trzy ikony pochodzące z Woli Krzywieckiej.
Rada Szkolna Krajowa utworzyła w dniu 30 czerwca 1875 roku Szkołę Pospolitą w Krzywczy. Była to szkoła jednoklasowa obejmującą swoim zasięgiem Krzywczę, Wolę Krzywiecką i Ruszelczyce. Dnia 16 III 1906 roku Rada Szkolna Krajowa utworzyła w miejscowości szkołę jednoklasową.
W okresie I wojny światowej w dworze i w samej miejscowości stacjonowały wojska rosyjskie oblegające Przemyśl. W 1938 roku było tu 620 grekokatolików na 1120 mieszkańców wsi. 
W II Rzeczypospolitej wieś w powiecie przemyskim w województwie lwowskim.
W latach 1945–1946 nacjonaliści ukraińscy z OUN-UPA zamordowali tutaj 11 Polaków, paląc większość gospodarstw.

## Wspólnoty wyznaniowe
Na terenie miejscowości działalność prowadzi placówka misyjna Chrześcijańskiej Wspólnoty Ewangelicznej.